# Ballena del Diablo

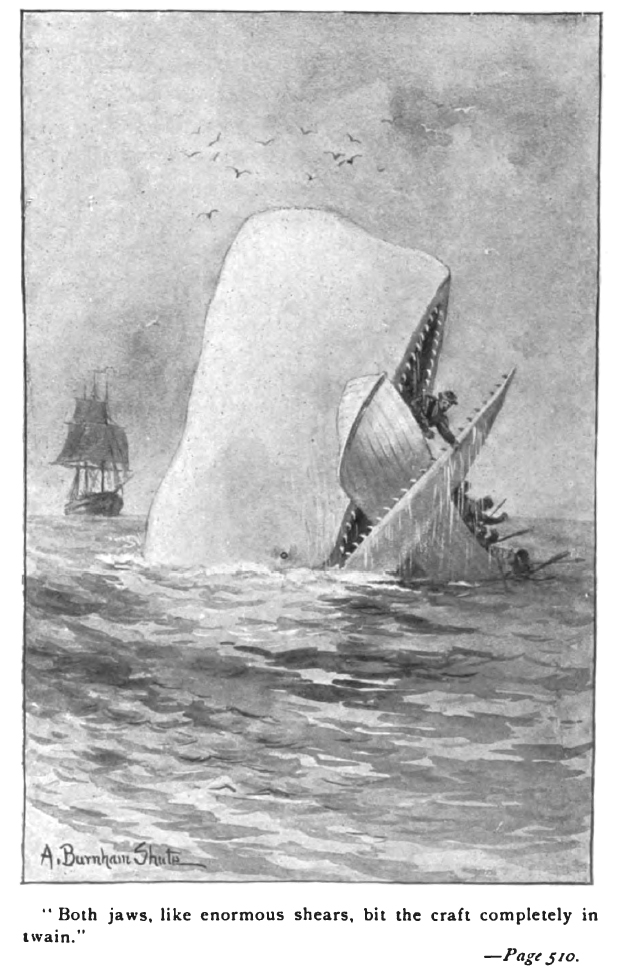
Representación pictórica de una Ballena del Diablo.

La Ballena del Diablo es un monstruo marino estilo ballena (o una tortuga de mar en algunas leyendas). Según los mitos, esta ballena es de gran tamaño y podría tragar barcos enteros. Se dice que tiene el aspecto de una isla cuándo  está durmiendo, y los marineros desprevenidos desembarcan en su espalda. Cuándo los marineros empiezan un fuego, la Ballena del Diablo despierta y ataca el barco, arrastrándolo hasta el fondo del mar. Debido a esto el cristianismo empezó a asociar la ballena con el Diablo. Esta historia es descrita en Sinbad el Marino.

## Historia
El incidente de la isla que resulta ser una enorme ballena en el primer viaje de Simbad, de Bagdad y Basora, puede ser comparado con las ballenas descritas por Plinio el Viejo (23–79 d. C.) y Solino, como midiendo cuatro yugadas, 200 codos de largo; Al-Qazwini describe una historia similar de una tortuga colosal. Tales historias orientales son probablemente el origen de la isla ballena en el viaje del monje irlandés altomedieval Brandán: el misionero Brandán el Navegante, en sus viajes, describe haber anclado en la espalda de una ballena gigante un domingo de pascua, al confundirla con una isla. En el instante en que sus monjes empezaron un fuego para cocinar su comida, la "isla" empezó a nadar y los marineros tuvieron que correr hacia su barca.
Guillaume le Clerc menciona en el siglo XIII:
Pero  hay un monstruo, muy traidor y peligroso. En latín su nombre es Ceto. Es un flagelo  para los marineros. La parte superior de su espalda parece arena, y cuándo emerge de la profundidad, los marineros le confunden con una isla. Engañados por el tamaño, navegan hacia él en busca de refugio, cuando la tormenta viene a ellos. Lanzan ancla, desembarcan en la espalda de la ballena, cocinan su comida, encienden un fuego, y para asegurar su barca  clavan estacas en lo que piensan es arena. Cuándo el monstruo siente el calor del fuego en su espalda, se sumerge a las profundidades del mar, y arrastra el barco junto a las personas en él.(Bestiaire)
Muchas de las leyendas modernas acerca de esta ballena gigante fueron inspiradas en el hundimiento del barco ballenero Essex el cual fue hundido por un cachalote gigante en 1820. La historia de este encuentro con la ballena gigante así como la historia de la tripulación que informó sus experiencias en una isla desierta tras el incidente, obtuvo atención internacional e inspiró muchas representaciones de la ballena en la literatura y más tarde en el cine.
En la película de Walt Disney de 1940 Pinocho, el cachalote gigante Monstro tiene muchas características similares a la Ballena del Diablo.
En la novela de Herman Melville Moby-Dick (1851) sobre la caza de una rara ballena blanca hay diversas alusiones a la Ballena del Diablo y al bíblico Leviatán.
El nombre de Ballena Diablo se usó para nombrar a la ballena gris californiana por balleneros japoneses. En 1908, un ballenero japonés contó historias sobre la caza de la ballena gris refiriéndose a esta como "Akuma no Kujira" (Ballena Demonio) debido a la dificultad y peligro en cazarla.